# Прямой внутрисистемный доступ
DISA (англ. Direct Inward System Access или Dial-In System Access — прямой внутрисистемный доступ) — специальный автоматический сервис телефонных УПАТС и офисных мини-АТС, организующий доступ к внутреннему плану нумерации абонентов организации из внешней телефонной сети общего пользования.
Как правило в организациях используются короткие внутренние 3-, 4- или 5-значные номера, доступные только сотрудникам данной организации.
Сервис DISA предоставляет возможность после установления соединения на внешний номер организации, и пригласительного специального акустического сигнала, набирать внутренние номера абонентов («дополнительные номера» или «extensions») и любые внешние номера за счёт организации в интерактивном режиме. Для ввода внутреннего или внешнего номера в интерактивном режиме, вызывающий абонент должен использовать тональный набор, завершая его при помощи символа # (решётки) или дожидаясь автоматического вызова по таймауту.
Внешний (городской) номер, предоставляемый организации, обычно используется в рамках услуги DID и DOD (Direct Inward Dialing и Direct outward dialing).
Иногда сервис реализуется как функция интерактивного голосового меню (IVR), в рамках которой вызывающий абонент уведомляется голосовым автоответчиком о том, что необходимо ввести конкретный внутренний номер или дождаться автоматического соединения с оператором или секретарём.
Пример приветственного сообщения:

Здравствуйте! Наберите внутренний номер абонента в тональном режиме или дождитесь ответа оператора.
Также, к дополнительным возможностям DISA и IVR относятся: автоматическая авторизация вызывающего абонента по его номеру (АОН) или в ручном режиме — по вводу ПИН-кода.